# Brabira atkinsonii
Brabira atkinsonii là một loài bướm đêm trong họ Geometridae.